# 기흥동
기흥동(器興洞)은 경기도 용인시 기흥구에 있는 동이다. 동주민센터는 공세동에 위치한다.

## 연혁
- 고려시대 : 용구현과 조선시대 용인현에 속해있던 역참지역이었다.
- 1914년 4월 1일 : 지내면의 영통리 지역과 기곡면의 일원을 합치고 구흥면과 내읍삼면 일부를 합친 지역으로 「기곡(器谷)」 에서의 첫글자와「구흥 (駒興)」에서의 첫글자를 합쳐서 기흥면으로 함.
- 1985년 10월 1일 : 기흥면(器興面)이 기흥읍(器興邑)으로 승격.
- 2005년 10월 31일 : 기흥읍(器興邑)에서 기흥동으로 분동.

## 지명 유래
기흥동은 경기도 용인시 기흥구의 남쪽에 위치한 동이다. 서편에 1964년 준공한 신갈저수지(기흥저수지)가 있고 경부고속도로 기흥 IC가 있다. 조선시대 기곡면(器谷面) 지역으로 2005년 기흥구 신설과 함께 기흥읍에 속해 있던 고매리와 공세리를 합쳐 기흥동으로 분할하였다.
1789년(정조 13)에 조선시대 전국의 호수(戶數)와 인구수를 기록한 책, 『호구총수』(戶口總數)에도 공세동이 확인된다. 보평 · 불당골 · 큰말 · 탑안 · 한일 등의 자연마을이 있다. 한일(閒逸)은 한의동이 변음된 것으로 보이며, 탑안은 고려 중기 것으로 확인된 5층 석탑이 있어서 불리게 된 것이라고 전한다.
고매동
- 본래 용인현 기곡면 지역인데 1914년 행정구역을 개편할 때 공세동 일부와 고매동 일부를 합쳐서 고매리라 하였음. 마을의 지형이 매화낙지형(梅花落地形)인데 고려말부터 사람이 살기 시작하였으므로 고매리(古梅里)라 하였다고 함.

공세동
- 본래 용인현 기곡면의 지역인데 1914년 행정구역을 개편할 때 한의동(汗宜洞)과 공세동 일부를 합쳐서 공세리라 하였음. 공세리는 조선시대 때 환상곡을 바치는 공세창(貢稅倉)이 있었으므로 공세곡(貢稅谷) 또는 공세동으로 호칭된 것으로부터 연유되었다고 함.

## 인구

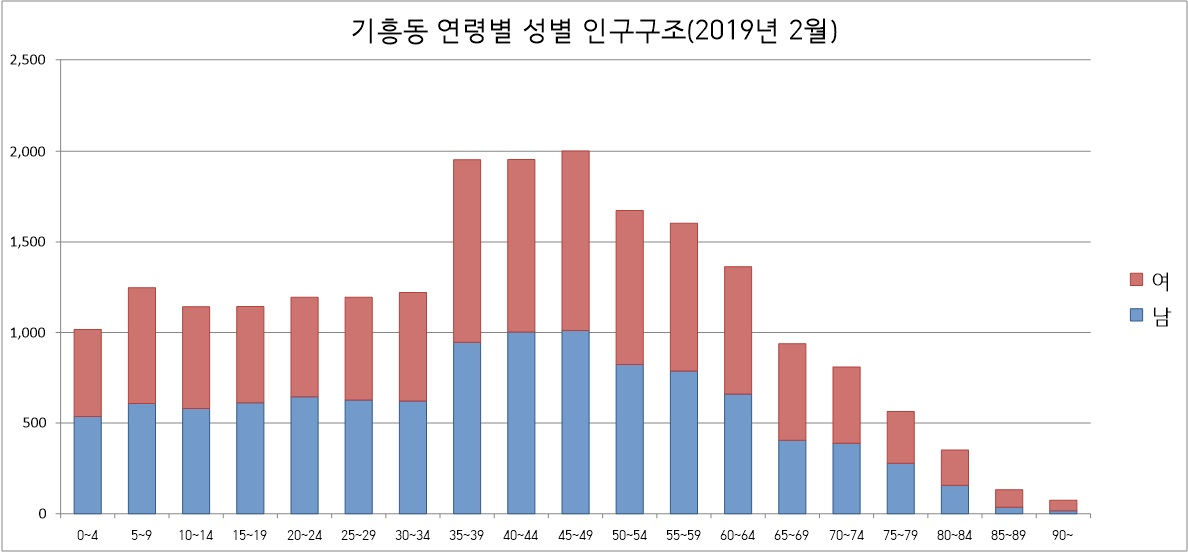
기흥동 성별 연령별 인구 구조

기흥동의 인구는 21,329명(2019년 9월 기준)으로 용인시 전체 인구의 2%를 차지한다. 남자는 10,632명, 여자는 10,697명이다. 기흥동의 연령별 인구 구조는 유소년(15세 미만) 인구 비율 15.8%로 용인시 전체와 비슷하며 노년(65세 이상) 인구 비율은 13.3%로 용인시 전체 노년 인구 비율보다 1.1% 많다.

## 법정동
- 고매동
- 공세동

## 아파트
| 단지명                               | 건설사                 | 시행사                 | 주소                              | 입주        | 비고                                        |
| ------------------------------------ | ---------------------- | ---------------------- | --------------------------------- | ----------- | ------------------------------------------- |
| 한보라마을 7단지 휴먼시아            | 삼능건설㈜             | 대한주택공사           | 기흥구 한보라2로 168 (공세동)     | 2006년 11월 | 국민임대                                    |
| 한보라마을 경남아너스빌              | 경남기업               | 대한주택공사           | 기흥구 한보라2로 167 (공세동)     | 2006년 10월 | '한보라마을 8단지 휴먼시아'에서 단지명 변경 |
| 한보라마을 8단지 화성파크드림 프라브 | ㈜에이치엑스디화성개발 | ㈜에이치엑스디화성개발 | 기흥구 한보라2로 141 (공세동)     | 2009년 11월 |                                             |
| 불곡마을 벽산블루밍                  | 벽산건설               |                        | 기흥구 고매로43번길 32-2 (고매동) | 2005년 7월  |                                             |
| 매화마을 우남퍼스트빌                | ㈜우남종합건설         | ㈜우남종합건설         | 기흥구 고매로34번길 10 (고매동)   | 2002년 9월  |                                             |